# Agrostis densissima
Agrostis densissima é uma espécie de gramínea do gênero Agrostis, pertencente à família Poaceae.